# 別列日尼齊亞 (韋爾霍維納區)

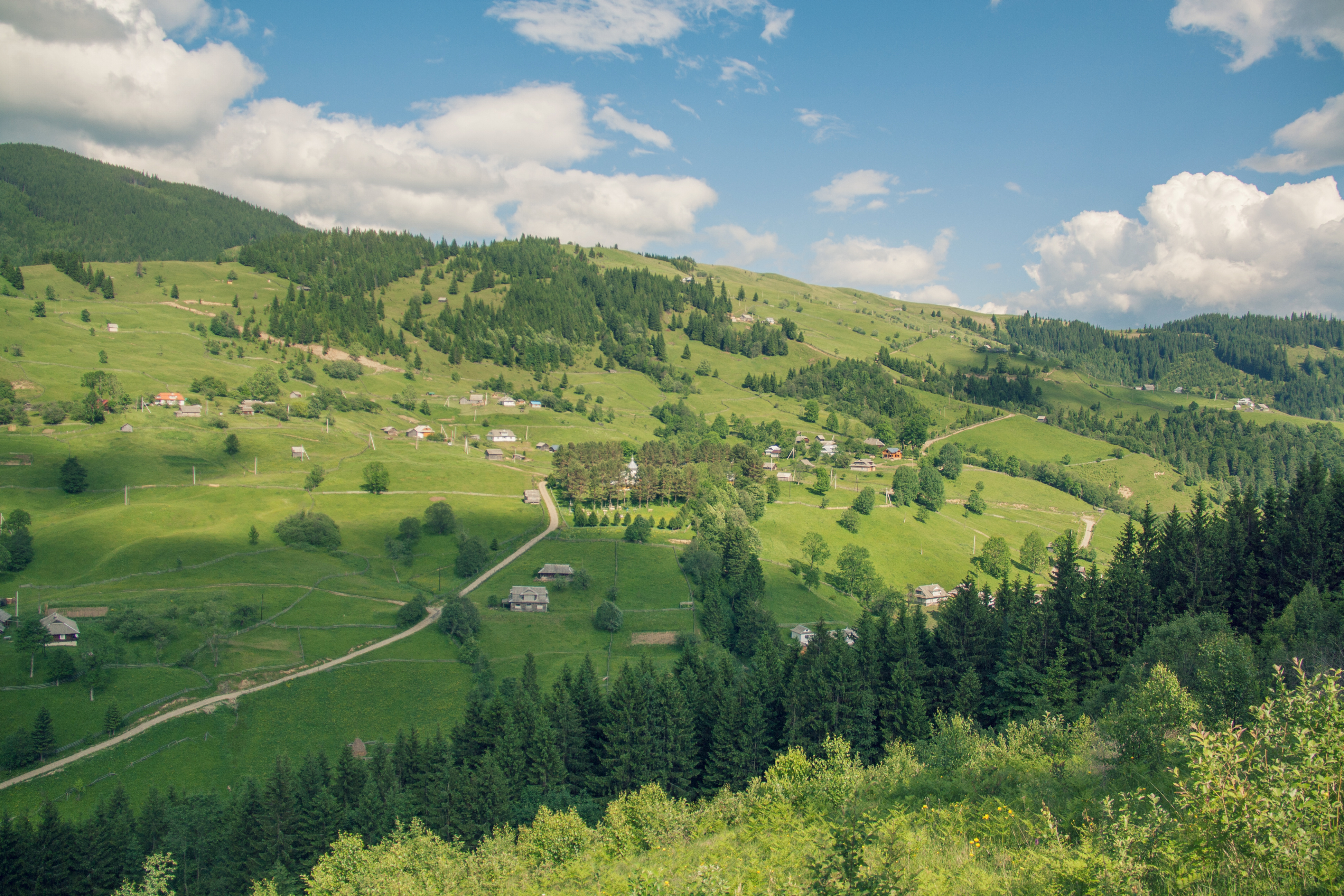

別列日尼齊亞（烏克蘭語：Бережниця），是烏克蘭的村落，位於該國西部伊萬諾-弗蘭科夫斯克州，由韋爾霍維納區負責管轄，處於別列日尼齊亞河畔，始建於1874年，面積15平方公里，2001年人口309。
48°12′13″N 24°50′7″E / 48.20361°N 24.83528°E